# Sclerocactus parviflorus subsp. havasupaiensis
Sclerocactus parviflorus subsp. havasupaiensis ist eine extrem gefährdete Unterart der Pflanzenart Sclerocactus parviflorus in der Familie der Kakteengewächse (Cactaceae). Der Name bezieht sich auf das Vorkommen im Havasupai Canyon. Ein englischer Trivialname ist „Inner Grand Canyon Cactus“.

## Beschreibung
Sclerocactus parviflorus subsp. havsupaiensis wächst einzeln kugelig bis länglich. Er wird 5 bis 30 cm lang und 3 bis 11 cm im Durchmesser. Die violetten, weißen glockenförmigen Blüten sind 3 bis 5,5 cm lang und bis 3 cm breit.
Die Blüten erscheinen kranzförmig um den Scheitel. Die Unterart zeigt Ähnlichkeiten mit Sclerocactus polyancistrus der in unmittelbarer Nähe im Death Valley in Kalifornien vorkommt. Die Blütezeit ist im April bis Mai.

## Verbreitung
Sclerocactus parviflorus subsp. havasupaiensis wächst endemisch im Inneren Grand Canyon in Arizona in einem begrenzten Areal auf steinigen Hügeln weit verstreut in kniehohen Sagebrush Büschen in 1000 bis 1600 m Höhe und ist vergesellschaftet mit Mammillaria tetrancistra, verschiedenen Kakteenarten, Yucca baccata subsp. vespertina und Agave utahensis var. kaibabensis.

## Systematik
Die Beschreibung als Sclerocactus parviflorus subsp. havasupaiensis erfolgte 1995 von Fritz Hochstätter.
Synonyme sind Sclerocactus havasupaiensis Clover (1942), Sclerocactus parviflorus var. roseus Clover (1942), Echinocactus parviflorus  var. havasupaiensis L.D.Benson. (1950) und Sclerocactus whipplei var. roseus L.D.Benson (1966).

## Bilder
Sclerocactus parviflorus subsp. havasupaiensis:

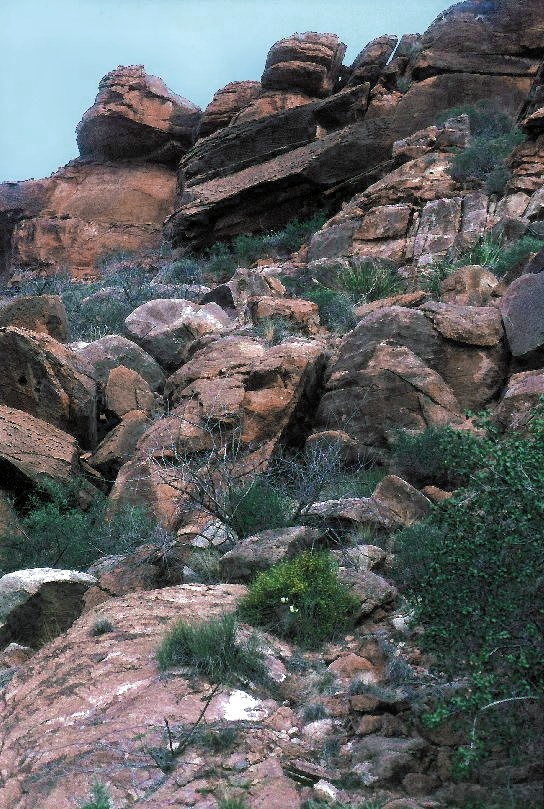
In Blüte gut getarnt im Inneren Grand Canyon in Arizona.
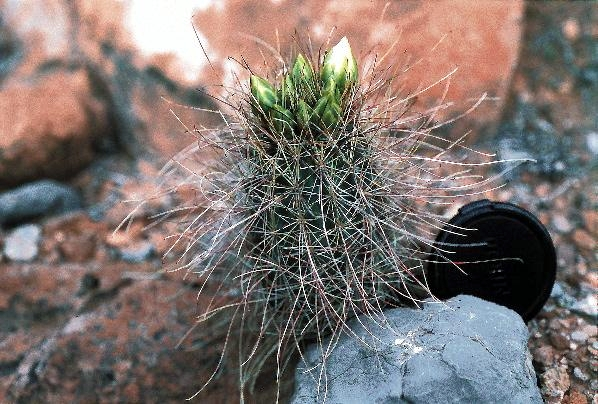
Mit Knospen im Inneren Grand Canyon in Arizona, wiederentdeckt von F. Hochstätter in den 90er Jahren.